# Похищения, пытки и убийства в Чечне
Похищения и убийства в Чечне и других регионах, странах жителей России, Чеченской республики — похищения, пытки и убийства имеющие политический или заказной характер жителей Чеченской республики, а также людей имеющих связи с Чеченской республикой.
В ночь с 25 на 26 января 2017 года на территории полка патрульно-постовой службы имени Ахмата Кадырова, по данным «Новой газеты», произошла самая массовая казнь граждан России в истории страны — одномоментно были убиты от 27 до 56 человек. По версии следствия, люди, по данным Новой газеты — убитые, ушли на войну в Сирию. Европейский суд по правам человека признал вину России в деле о казни 27 жителей Чечни.

## История Чеченской республики в 21 веке
Вторая чеченская война продолжалась с 7 августа 1999 года по 16 апреля 2009 года. 10 мая 2004 года, на следующий день после гибели Ахмата Кадырова, Рамзан Кадыров назначен первым заместителем председателя правительства Чеченской Республики. Курировал силовой блок.
Президент Али Алханов, премьер Рамзан Кадыров
С весны 2006 года между премьером Кадыровым и президентом Алхановым разворачивался конфликт: председатель правительства претендовал на всю полноту власти в республике, а в октябре ему должно было исполниться тридцать лет, что позволяло бы ему занять президентский пост. На стороне Алханова выступили некоторые руководители боевых подразделений, находившихся в подчинении федеральных сил, не желавшие усиления влияния Кадырова: командир батальона «Восток» 291-го мотострелкового полка 42-й гвардейской мотострелковой дивизии ГРУ Сулим Ямадаев, командир отряда «Горец» при оперативно-координационном управлении ФСБ по Северному Кавказу Мовлади Байсаров и командир батальона «Запад» ГРУ Саид-Магомед Какиев.
В апреле между охранниками президента и премьера произошла перестрелка, следствием которой стала встреча Кадырова и Алханова с Владимиром Путиным. В мае министерство по национальной политике, печати и информации Чечни распространило по республике анкету с опросом, три из семи вопросов которого, по мнению наблюдателей, сводились к противопоставлению двух высших лиц. В августе, предположительно по инициативе Кадырова, депутаты верхней палаты чеченского парламента отказались утвердить предложенного Алхановым кандидата на пост председателя верховного суда Чечни А. Эльмурзаева. Алханов и Кадыров обменивались в прессе громкими заявлениями: так, Кадыров говорил, что команду Алханова «давно пора разогнать».
Президент, глава Чечни — Рамзан Кадыров
15 февраля 2007 года Алханов подал в отставку, которая была принята президентом страны Владимиром Путиным. Одновременно Путин подписал указ о назначении Рамзана Кадырова временно исполняющим обязанности президента Чечни. 1 марта Путин предложил кандидатуру Кадырова на рассмотрение парламента Чечни, сообщив об этом Кадырову на встрече в Ново-Огарёво. 2 марта его кандидатуру поддержали 56 из 58 депутатов обеих палат чеченского парламента. 5 апреля в Гудермесе прошла церемония инаугурации Рамзана Кадырова в должности президента Чеченской Республики.
В апреле 2008 года на автотрассе «Кавказ» произошёл конфликт между охранниками кортежа Кадырова и бойцами батальона «Восток», который гасил лично президент республики. 15 апреля подконтрольные Кадырову спецслужбы блокировали базу «Востока» в Гудермесе, два бойца батальона были застрелены при задержании, а в родовом доме братьев Ямадаевых прошёл обыск. Рамзан Кадыров публично обвинил Сулима Ямадаева в убийствах и похищениях, в том числе в гибели мирных жителей при зачистке в станице Бороздиновская в 2005 году. В мае командование отстранило Ямадаева от должности. В ноябре Министерство обороны РФ расформировало батальоны «Восток» и «Запад», ликвидировав таким образом последние нелояльные Кадырову подразделения, укомплектованные чеченцами.
На очередных выборах 18 сентября 2016 года Кадыров победил, по официальным данным, с 97,56 % голосов при явке 94,8 %.

## Хронология

### Похищения, пытки и убийства в Чечне
- 15 июля 2009 года в Грозном была похищена правозащитница, сотрудница «Мемориала» и журналист Наталья Эстемирова. В тот же день её тело было обнаружено в лесу у села Гази-Юрт в Ингушетии. Председатель совета «Мемориала» Олег Орлов заявил: «Я знаю, кто виновен в убийстве Наташи Эстемировой. Мы все этого человека знаем. Зовут его Рамзан Кадыров, это президент Чеченской республики». Кадыров подал к Орлову и «Мемориалу» иск, который суд удовлетворил, обязав «Мемориал» опубликовать опровержение[22][23].

- В марте 2017 года правозащитная организация «Российская ЛГБТ-сеть» стала получать информацию, что на территории Чечни начались массовые задержания, пытки и убийства гомосексуальных мужчин. 29 марта эта организация открыла горячую линию kavkaz@lgbtnet.org[24][25].

1 апреля «Новая газета» опубликовала статью, в которой сообщалось о более чем сотне незаконно задержанных и минимум трёх убитых геях в Чечне. При этом журналисты ссылались на «беспрецедентно большое количество источников», среди которых назывались ЛГБТ-активисты, неофициальные источники в местных УФСБ, МВД, прокуратуре и администрации главы республики. Среди задержанных упоминались известные муфтии и журналисты. Информацию о массовых задержаниях подтвердила правозащитница Е. Л. Сокирянская. 3 апреля журналист «Новой газеты» Елена Милашина рассказала, что количество убитых может быть более 50 человек.
По данным расследования «Новой газеты» первая волна незаконных задержаний началась в 20-х числах февраля, когда в Чечне был задержан молодой человек в состоянии наркотического опьянения. При просмотре его телефона полицейские обнаружили материалы интимного характера, а также контакты местных гомосексуалов. В результате начались массовые задержания и убийства. Вторая волна репрессий произошла после того, как в начале марта ЛГБТ-активисты проекта «GayRussia.ru» в рамках общероссийской компании подали заявки на проведения гей-парада в ряде городов региона (Нальчик, Черкесск, Ставрополь, Майкоп). По данным расследования «Радио Свобода» массовые аресты гомосексуалов в Чечне начались ещё в декабре 2016 года. Позже интервью жертв опубликовали многие другие СМИ, в том числе «The Guardian» и «Би-Би-Си».
Незаконно задержанных людей отправляли в секретные тюрьмы (в том числе в Аргуне и Цоци-Юрте), где также содержались подозреваемые в связях с Сирией, употреблении психотропных веществ и т. д. Там их избивали, пытали током и бутылками, проводили «профилактические и воспитательные беседы», некоторых убивали. При этом у ряда родных требовали выкуп за освобождение заключённых. Родных, которые приезжали за своими близкими, также унижали и требовали от них совершить «убийство чести» родственника. В ходе пыток полицейские узнавали имена других гомосексуалов, которых тоже задерживали. Полицейские также составляли список «подозреваемых» по данным контактов телефонов ранее задержанных, они оставляли включёнными эти телефоны и вносили в список всех звонивших и писавших на них мужчин, устраивали засады на квартирах жертв.
Среди причастных к расправам «Новая газета» назвала спикера парламента Чечни Магомеда Даудова и начальника ОМВД по Аргуну Аюба Катаева.
На встрече президента РФ В. В. Путина и главы Чеченской Республики Р. А. Кадырова среди якобы подозреваемых в гомосексуальности был назван известный чеченский богослов Хасу Тепсуркаев, хотя СМИ его не упоминали. При этом имя и фотографии некоего якобы пострадавшего религиозного деятеля распространялось в чеченском секторе приложения «WhatsApp», который используется местными жителями как неподконтрольный властям республики канал общения. В декабре 2015 года Хасу Тепсуркаев упоминался как советник главы Чечни.
В сентябре 2017 года стало известно, что одной из жертв расправ был почётный работник общего образования РФ Арби Мусаевич Альтемиров и поп-певец Зелимхан Бакаев.
13 октября 2017 года стало известно о том, что проживавший в Грозном Максим Лапунов написал заявление в Следственный Комитет России о своём похищении и пытках в связи со своей гомосексуальностью: 16 марта 2017 года он был задержан правоохранительными органами, около двух недель его содержали в секретной тюрьме в Грозном, избивали и издевались.
- 9 июля 2017 года Новая газета заявила о расстреле десятков жителей Чечни в ночь на 26 января в Грозном. Задержания начались после 17 декабря и продолжались до конца января, всего, по данным газеты, было задержано около 200 человек. Газета опубликовала список 27 погибших[39]. По версии следствия, люди, по данным Новой газеты — убитые, ушли на войну в Сирию. ЕСПЧ признал вину России в деле о казни 27 жителей Чечни[1].
- В ноябре 2018 года Бекхан Юсупов приехал в Чечню, чтобы, по данным знакомых, продать дом. После этого он пропал[40].
- 31 октября 2019 года Ислам Нуханов выложил на YouTube видеоролик о «чеченской Рублевке». Он был задержан сотрудниками чеченской полиции, к нему применялись пытки[41].
- 7 сентября 2020 года в чате телеграм-канала «Адат» появилась видеозапись с чеченцем Салманом Тепсуркаевым, в которой он садится на бутылку. Новая газета заявила о его похищении[42].
- В январе 2021 года была освобождена 14-летняя жительница Дагестана Жасмина Сейидова почти три месяца незаконно удерживаемая в отделе полиции № 2 по Октябрьскому району Управления МВД России по г. Грозному[43].
- 29 июня 2021 года правозащитники «Российской ЛГБТ-cети» подали заявление о похищении уроженца Дагестана Ибрагима Селимханова, которого похитили на востоке Москвы 15 мая. Однако заявление о похищении не было принято как минимум два месяца[44].
- Новая газета в 2021 году провела дата-исследование. По официальной статистике Генпрокуратуры, около 90 % из общего числа больше 13 тысяч убийств раскрывают. Однако, в Чечне доля нераскрытых убийств в 5 раз больше, чем в среднем по стране, нераскрытым остается каждое второе убийство[45].

- В декабре 2021 года шесть критиков главы Чечни Рамзана Кадырова живущие заграницей заявили о пропаже своих родственников в Чечне[46]. Абубакар Янгулбаев, юрист северокавказского филиала «Комитета против пыток», заявил о похищении своих родственников в Чечне в количестве около 40 человек[47]. 20 января 2022 года в квартиру федерального судьи Сайди Янгулбаева — отца экс-сотрудника северокавказского филиала «Комитета против пыток» Абубакара Янгулбаева проникли сотрудники чеченского ГУ МВД по г. Грозному. Силовики предприняли попытку похищения Янгулбаева и его жены Заремы Мусаевой. Мусаева была вывезена в неизвестном направлении[48].

### Похищения и заказные убийства противников руководства Чечни
- 7 октября 2006 года в подъезде своего дома в Москве была застрелена журналист «Новой газеты» Анна Политковская, автор многочисленных критических публикаций о Рамзане Кадырове и его окружении, обвинявшая Кадырова в преступлениях и нарушениях прав человека в Чечне. Среди основных версий преступления назывались убийство по приказу Кадырова и провокация против Кадырова[49][50]. Политковская в интервью заявляла, что Кадыров угрожал ей убийством[51]. Сам Кадыров отрицал обвинения и говорил, что, по его мнению, «те, кто заказал это убийство, опять хотели очернить его»[52]. 14 декабря 2012 года по делу об убийстве Политковской был вынесен первый обвинительный приговор: бывший начальник отделения оперативно-поискового управления ГУВД Москвы Д. Павлюченков был приговорён к 11 годам заключения; заказчик убийства к этому моменту не был установлен[50][53].
- 18 ноября 2006 года в Москве сотрудниками МВД Чечни был застрелен подполковник ФСБ Мовлади Байсаров, когда он выходил из своей машины; за пять дней до этого МВД Чечни объявило его в федеральный розыск по обвинению в похищениях и убийствах. Байсаров ранее в Чечне командовал спецотрядом «Горец», который был подконтролен не чеченским властям, а оперативно-координационному управлению ФСБ по Северному Кавказу (а после расформирования управления существовал на нелегальном положении), и враждовал с Кадыровым. Перед гибелью он якобы собирался дать Главной военной прокуратуре показания по своему делу и против своих политических противников. По заявлениям чеченских силовиков, они были вынуждены стрелять, так как Байсаров готовился взорвать гранату. Сторонники Байсарова и ряд журналистов рассматривали инцидент как запланированное убийство[54][55][56]. 29 ноября прокуратура Южного округа Москвы прекратила уголовное дело, заключив, что чеченские милиционеры действовали законно[57].
- 24 сентября 2008 года в центре Москвы был застрелен Руслан Ямадаев. Конфликт с Кадыровым называли одной из основных версий произошедшего[58]. В 2010 году суд вынес приговоры трём непосредственным исполнителям преступления[59].
- 24 ноября 2008 года Сулим Ямадаев, в то время находившийся в федеральном розыске, в интервью «Новой газете», заявил, что из Чечни направлена спецгруппа, задача которой — устранить его так же, как и Байсарова. Одновременно он отверг предположения о причастности Кадырова к убийству брата[60]. 28 марта 2009 года Сулим Ямадаев был смертельно ранен в Дубае (ОАЭ), где он жил в последнее время[61][62]. Полиция Дубая обвиняла в организации убийства ближайшего сподвижника Кадырова Адама Делимханова; Интерпол объявлял Делимханова в международный розыск[63][64]. Младший брат Руслана и Сулима Иса Ямадаев обвинял Кадырова в убийстве братьев и в покушении на него самого[65] и пытался объявить ему кровную месть, но в августе 2010 года публично сообщил о примирении с президентом Чечни[62].
- 13 января 2009 года в Вене при попытке похищения был убит Исраилов. 27 апреля 2010 года прокуратура Австрии заявила, что заказчиком похищения был Рамзан Кадыров[66]. В 2011 году австрийский суд признал виновными в убийстве трёх человек, один из которых получил пожизненный срок. По словам прокуроров, обвинение пришло к выводу о том, что похищение было заказано Кадыровым, но не имело достаточных доказательств для предъявления обвинения[67]. Пресс-секретарь президента Чечни Альви Каримов заявлял о непричастности Рамзана Кадырова к похищению[68].
- 27 февраля 2015 года в центре Москвы был застрелен сопредседатель партии РПР-ПАРНАС Борис Немцов. Обвинение в убийстве было предъявлено нескольким выходцам из Ингушетии; непосредственным исполнителем преступления следствие назвало Заура Дадаева, который одиннадцать лет служил в батальоне полка «Север»[69]. Критики обвиняли Рамзана Кадырова в организации этого убийства[70] или по крайней мере в препятствовании расследованию: Кадыров якобы укрывал Руслана Геремеева, командира роты того же полка, на которого дал показания Дадаев, и не давал следователям возможности допросить его[71].
- В октябре и в ноябре 2021 года в Турции задержаны 6 человек (из них 4 чеченцы из России) по обвинению в заказном убийстве Руслана Ажиева (гражданина России), русскоязычного лидера воюющей в Сирии в составе организации «Хайят Тахрир аш-Шам» (ХТШ), тесно связанной с турецкой армией. Сотрудники Национальной разведывательной организации (MIT) в ноябре дали информацию о признательных показаниях задержанных, из которых следует, что заказ на убийство Ажиева они якобы получили от жителей Чечни — депутата Госдумы РФ от Чечни Адама Делимханова[72].